# Orazio Focardi

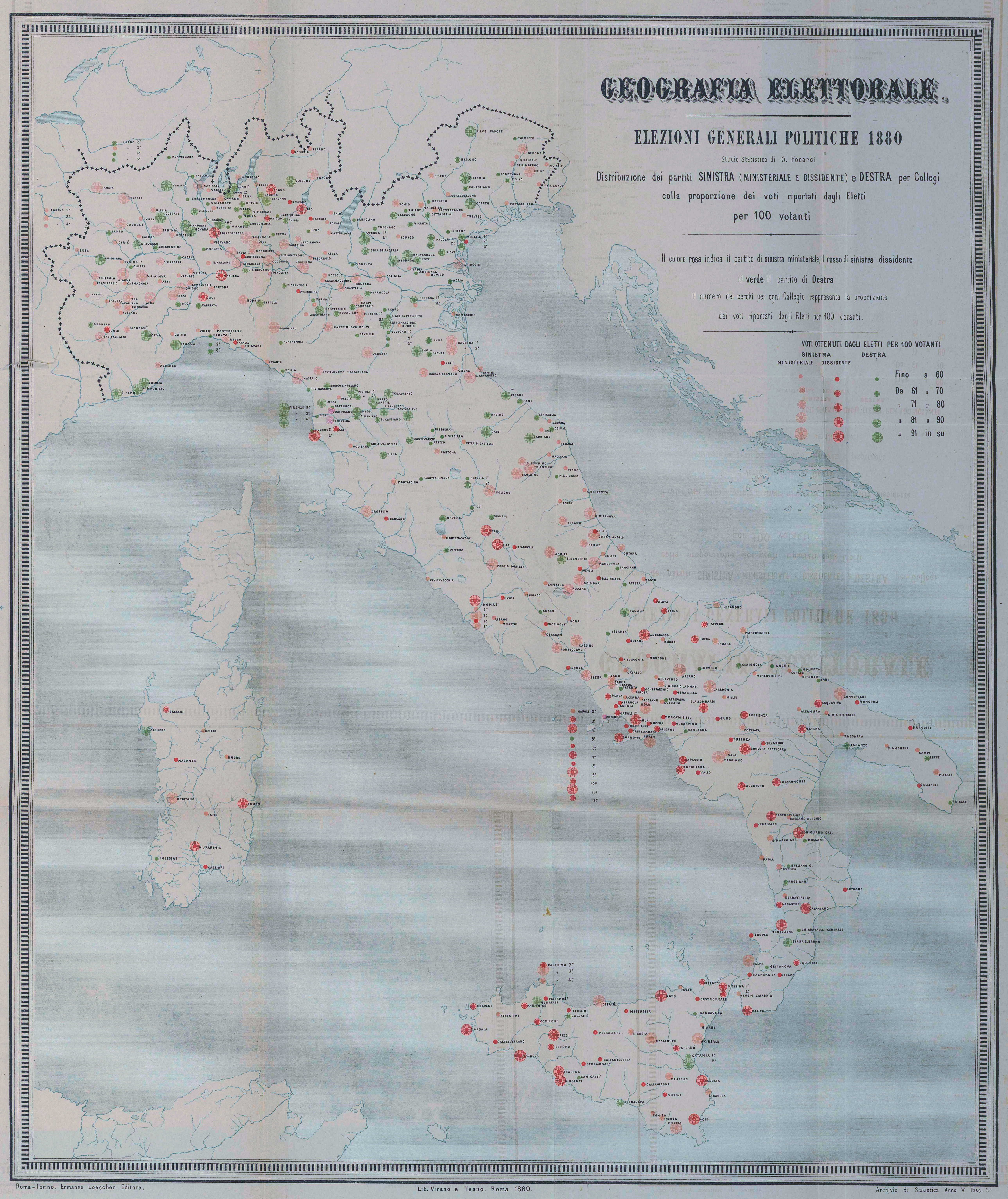
Mappa di Orazio Focardi per le elezioni del 1880

Orazio Focardi (Firenze, ... – Roma, 10 dicembre 1895) è stato un funzionario e statistico italiano.

## Biografia
Fu segretario della Giunta generale di Statistica presso il Ministero dell'agricoltura, dell'industria e del commercio e in seguito Capo Servizio del Ministero.
Nel 1876 pubblicò il primo studio statistico sulle elezioni politiche italiane del 1874 nell'«Archivio di Statistica»; la pubblicazione, ripresa dai quotidiani, fu seguita da ulteriori analisi per le elezioni del 1876, del 1880 e del 1895.

## Pubblicazioni
- Statistica elettorale - elezioni generali del 1874, in Archivio di Statistica, n. 1, 1876,  pp. 69-78.
- I partiti politici alle elezioni generali dell'anno 1876, Roma, 1877.
- I partiti politici alle elezioni generali del 1880, in Archivio di Statistica, n. 5, 1880,  pp. 393-449.
- I partiti politici alle elezioni generali del 1895, in Giornale degli economisti, 1895,  pp. 133-180.